# Britta Becker

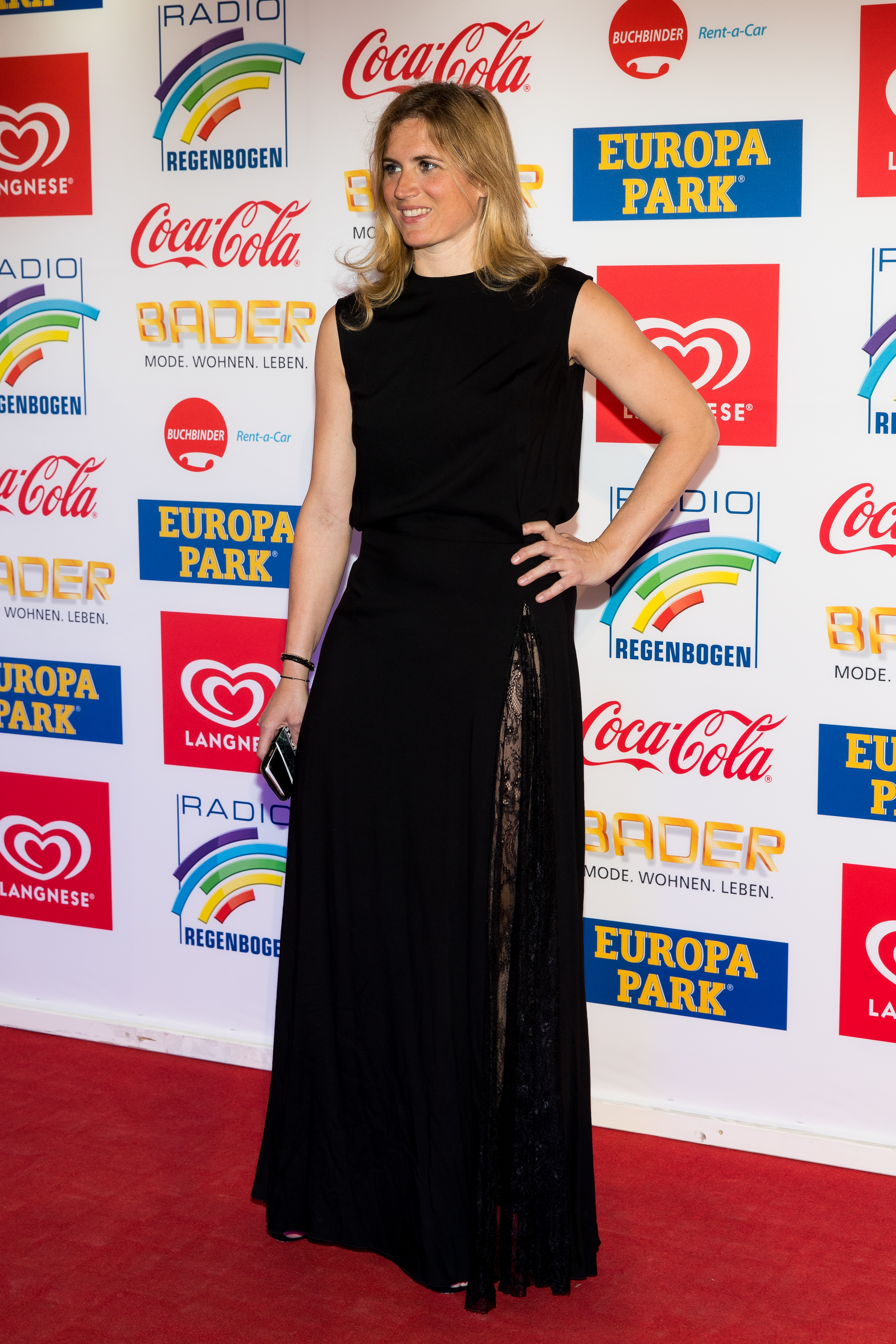
Britta Becker 2017

Britta Becker (* 11. Mai 1973 in Rüsselsheim) ist eine ehemalige deutsche Hockeyspielerin des Rüsselsheimer RK.

## Karriere
Nach acht nationalen Jugendtiteln gewann sie mit diesem Verein in den Jahren 1990 bis 2004 fünf Deutsche Meisterschaften im Feldhockey, sechs Deutsche Meisterschaften im Hallenhockey, drei Europacups auf dem Feld sowie zehn Europacups in der Halle.

## Nationalmannschaft
Ihre größten internationalen Erfolge auf dem Feld sind jeweils zweite Plätze bei den Europameisterschaften 1991 und 1999 sowie den Olympischen Spielen 1992. Bei den Europameisterschaften 1995 und der Weltmeisterschaft 1998 gewann sie mit der deutschen Mannschaft jeweils die Bronzemedaille. Darüber hinaus wurde sie im Hallenhockey dreimal Europa- und 2003 sogar Weltmeisterin. Ab 1989 spielte sie 231-mal in der Nationalmannschaft (Feld 209/Halle 22) und erzielte insgesamt 117 Tore. Nach einem Comeback beim Rüsselsheimer RK 2003 erklärte sie kurz vor den Olympischen Spielen 2004 ihren Rücktritt aus der deutschen Nationalmannschaft.

## Auszeichnungen
1990 wurde Britta Becker mit der Sportplakette des Landes Hessen und 1992 mit dem Silbernen Lorbeerblatt, der höchsten sportlichen Auszeichnung in Deutschland, ausgezeichnet.

## Privatleben
Britta Becker war ab April 1996 mit dem Fernsehmoderator Johannes B. Kerner verheiratet und hat vier Kinder. Die Familie lebt seit 1999 in Hamburg. Im Juni 2016 gab das Paar bekannt, sich getrennt zu haben.
Zwischen 2013 und 2017 bekleidete Britta Becker das Amt der Vizepräsidentin Leistungssport beim Deutschen Hockey-Bund (DHB). Als Unternehmerin entwickelt sie Immobilien, arbeitet als Interieur-Designerin und ist seit 2022 mit einer eigenen Modemarke (TWELVE by Britta Becker) am Start. Die gemeinsam mit ihrem Ex-Ehemann gegründete Becker-Kerner-Stiftung widmet sich der Förderung der Kultur und des Sports.

## Sportliche Karriere (international)
- 1989   3. Platz Champions Trophy (Frankfurt)
- 1990   Europameister Halle (Elmshorn)
- 1990   8. Platz Weltmeisterschaft (Sydney)
- 1991   2. Platz Europameisterschaft Feld (Brüssel)
- 1992   Silbermedaille Olympische Spiele (Barcelona)
- 1993   Europameister Halle (London)
- 1993   3. Platz Champions Trophy (Amstelveen)
- 1994   4. Platz Weltmeisterschaft (Dublin)
- 1995   3. Platz Europameisterschaft Feld (Amstelveen)
- 1995   4. Platz Champions Trophy (Mar del Plata)
- 1996   6. Platz Olympische Spiele (Atlanta)
- 1998   Europameister Halle (Orense)
- 1998   3. Platz Weltmeisterschaft (Utrecht)
- 1999   2. Platz Europameisterschaft Feld (Köln)
- 2000   7. Platz Olympische Spiele (Sydney)
- 2003   Weltmeister Halle (Leipzig)